# Гайдей Олексій Олексійович
Гайдей Олексій Олексійович (нар. 4 січня 1949) — український педагог, Заслужений працівник освіти України (2003).

## Життєпис
Народився 4 січня 1949 року в с. Леонідівка Ніжинського району Чернігівської області. Закінчив Чернігівський державний педагогічний інститут (1971) та Херсонський індустріальний інститут (1984).
З 1971 року працює в Чернігівському державному механіко-технологічному технікумі. Обіймав посади лаборанта, викладача, заступника директора з навчальної роботи. З 1985 року на посаді директора Чернігівського державного механіко-технологічного технікуму.
Очолював реконструкцію навчального закладу з переведенням навчально-виховного процесу на кабінетну систему занять. Під керівництвом педагога створено кабінети й лабораторії, обладнані сучасною комп'ютерною технікою.
Ліквідатор аварії на Чорнобильській АЕС І категорії. Відзначений Листом-подякою начальника оперативної групи цивільної оборони СРСР.
З 1998 року голова ради директорів вищих навчальних закладів освіти І-ІІ рівнів акредитації Чернігівської області.
Дійсний член громадської організації українська академія наук.

## Громадська діяльність
Депутат Чернігівської міської ради народних депутатів XXI скликання (1990—1994) і XXII скликання (1994—1998). Голова постійної депутатської комісії з питань економічного розвитку міста, фінансів і бюджету.

## Нагороди і звання
- Орден князя Ярослава Мудрого V ступеня (23 серпня 2021) — за значний особистий внесок у державне будівництво, зміцнення обороноздатності, соціально-економічний, науково-технічний, культурно-освітній розвиток Української держави, вагомі трудові досягнення, багаторічну сумлінну працю та з нагоди 30-ї річниці незалежності України[2]
- Заслужений працівник освіти України (2003) — за вагомий особистий внесок у розвиток національної освіти, багаторічну плідну педагогічну діяльність[3]

## Творчий вклад
Автор 50 публікацій, з них 9 наукових і 41 науково-методична.

### Основні праці
- Ясинський В. В. Бізнес-планування: теорія і практика: Навч. посіб. / В. В. Ясинський, О. О. Гайдей. — К. : Каравела, 2006. — 232 с.[4]